# Baixela Germain

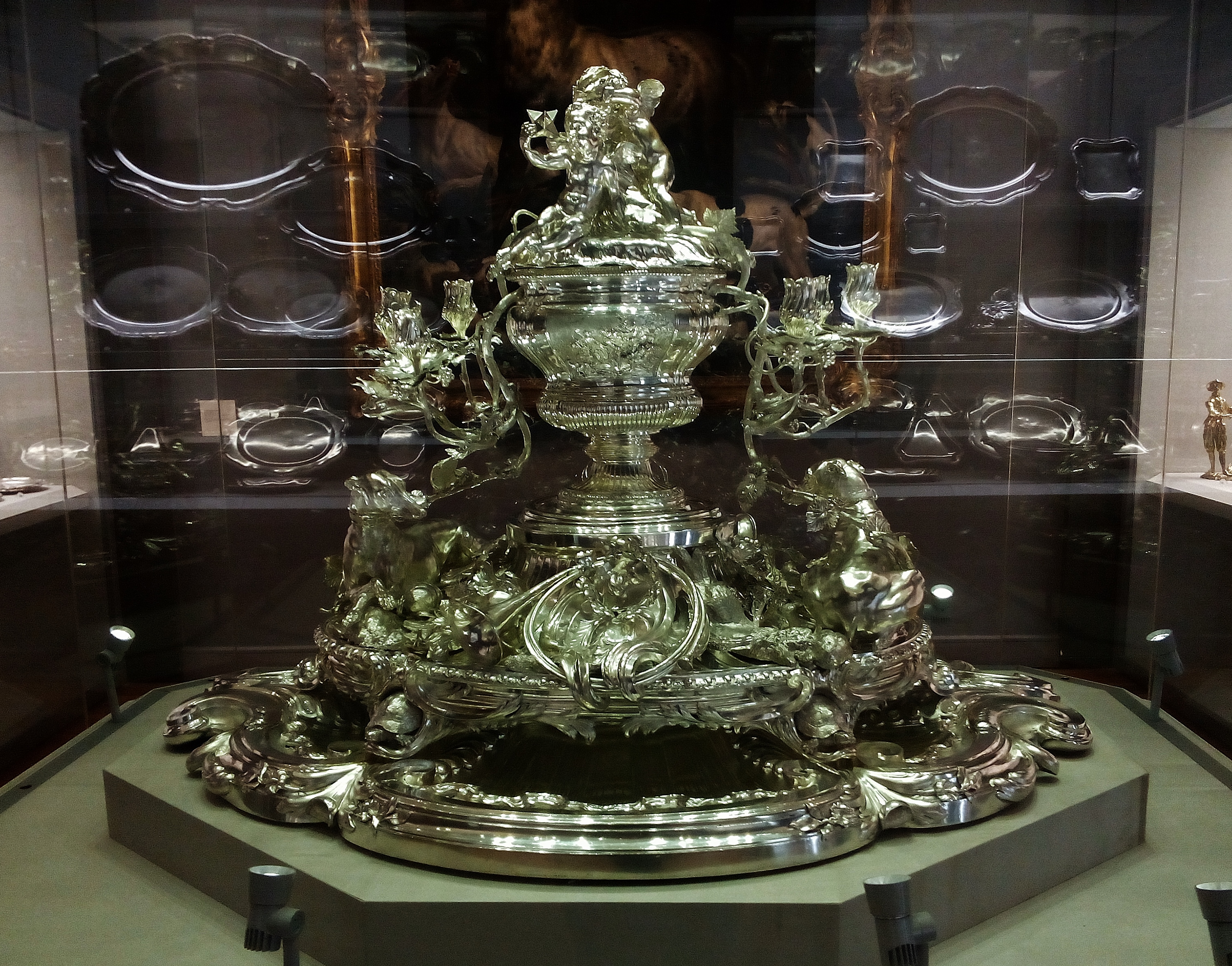
O centro de mesa, exposto no Museu Nacional de Arte Antiga

A Baixela Germain é um serviço de mesa constituído por mais de mil peças encomendado por D. José I de Portugal à oficina de François-Thomas Germain, nas Galerias do Louvre, em Paris, em prata fundida, repuxada, gravada e cinzelada. O cerimonial do serviço à la française previa que os alimentos fossem colocados sobre a mesa em séries sucessivas, designadas "cobertas", cujo número variava conforme a importância do banquete.
Encomendada em 1756, logo após o terramoto de Lisboa, com a finalidade de reconstituir o esplendor da corte régia (tendo o terramoto, nas palavras do Guarda-Jóias António Pinto da Silva, "[reduzido] a cinzas todo o tesouro, e tapeçarias da Caza real, sem ficar couza alguma"), houve, no entanto problemas na remessa da baixela: em 1765, Germain declara falência e a encomenda fica inacabada (iniciando-se uma contenda jurídica para que a Coroa portuguesa reavesse o que lhe pertencia, sem sucesso). Ficou a faltar-lhe um dos mais expressivos elementos de uma grande baixela à francesa: o Surtout da Quarta Coberta; era, ainda assim, a Primeira Baixela da Coroa, juntando-se à baixela confiscada ao Duque de Aveiro em 1759 (a Segunda Baixela) — ambas constituíam "todo o trem necessário" para os banquetes de aparato.
Foi estreada publicamente nas cerimónias da Aclamação de D. Maria I, a 13 de maio de 1777. Encontra-se, actualmente, exposta no Museu Nacional de Arte Antiga, em Lisboa.

## Galeria
Peças da Baixela Germain
- Terrina
- Olha
- Saleiros
- Especieiro
- Base de galheteiro
- Cafeteiras e chocolateira